# Depuis ton départ
Pour plus de détails, voir Fiche technique et Distribution.
Depuis ton départ (Since You Went Away) est un film américain en noir et blanc réalisé par John Cromwell, sorti en 1944.
Le film connaît un vif succès dès sa sortie. Nommé neuf fois aux Oscars, il a remporté celui de la Meilleure musique.

## Synopsis
Pendant la Seconde Guerre mondiale, alors que son mari Tim Hilton combat en première ligne, sa femme Anne  tente de surmonter les problèmes financiers et de rationnement, et s'occupe de ses deux filles : Jane, l'ainée, et Bridget. Anne loue une chambre au colonel Smollet. Le problème, est que sa fille Jane a une liaison avec le petit-fils du colonel. 
Régulièrement, Anne lit à ses filles les lettres que son mari envoie depuis le front. Un soir, un télégramme lui apprend sa disparition.

## Fiche technique
- Titre original : Since You Went Away
- Titre français : Depuis ton départ
- Réalisation : John Cromwell
- Scénario : David O. Selznick et Margaret Buell Wilder (adaptation)
  - d'après le roman de Margaret Buell Wilder : Since You Went Away: Letters to a Soldier from His Wife (1943)
- Musique : Max Steiner
- Direction artistique : William L. Pereira
- Décors de plateau : Mark-Lee Kirk et Victor A. Gangelin
- Costumes : Elmer Ellsworth et Adele Sadler (non crédités)
- Photographie : Lee Garmes, Stanley Cortez ; George Barnes et Robert Bruce (non crédités)
- Montage : John Faure, Arthur Fellows, Marsh Hendry, André de Toth (non crédités), Hal C. Kern et James E. Newcom
- Producteur : David O. Selznick
- Société de production : Vanguard Films et Selznick International Pictures
- Société de distribution : United Artists
- Pays de production :  États-Unis
- Langue originale : anglais américain
- Format : noir et blanc — 35 mm — 1,37:1 — son : mono (Western Electric Recording)
- Genre : drame de guerre
- Durée : 177 minutes
- Dates de sortie :
  - États-Unis : 20 juillet 1944
  - France : 7 février 1948
- Affiche : Roger Rojac (France)

## Distribution
- Claudette Colbert : Anne Hilton
- Jennifer Jones : Jane Deborah Hilton
- Joseph Cotten : le lieutenant Tony Willett
- Shirley Temple : Bridget « Brig » Smollett II Hilton
- Lionel Barrymore : le prêtre
- Robert Walker : le caporal William G. « Bill » Smollett II
- Monty Woolley : le colonel William G. Smollett
- Hattie McDaniel : Fidelia
- Agnes Moorehead : Emily Hawkins
- Alla Nazimova : Zofia Koslowska
- Albert Bassermann : le docteur Sigmund Gottlieb Golden
- Gordon Oliver : l'officier de quart
- Keenan Wynn : le lieutenant Solomon
- Guy Madison : Harold E. Smith
- Craig Stevens : Danny Williams
- Lloyd Corrigan : M. Mahoney

Acteurs non crédités
- Dorothy Adams : une infirmière
- Irving Bacon : le barman au cocktail
- Florence Bates : une femme en colère dans le train
- Dorothy Dandridge : l'épouse d'un officier à la gare
- John Derek : rôle indéterminé
- Theodore von Eltz : un employé d'hôtel
- Rhonda Fleming : une danseuse
- Terry Moore : une enfant réfugiée dans le train
- Aileen Pringle : une femme au cocktail

## Autour du film
- Les acteurs Jennifer Jones et Robert Walker jouent dans le film le rôle de jeunes amoureux, mais dans la vraie vie, ils étaient mariés à l'époque et étaient en pleine rupture. Ils ont divorcé peu de temps après la fin du film (Jennifer Jones s'est remariée avec le producteur du film, David O. Selznick).

- Des soldats blessés ou handicapés sont montrés dans certaines scènes, ce qui était considéré comme choquant à l'époque.